# Offerspill SK
Offerspill Sjakklubb – norweski klub szachowy z siedzibą w Oslo, założony w 2019 roku.

## Historia
Klub został założony w 2019 roku przez Magnusa Carlsena. W tym okresie Norweska Federacja Szachowa negocjowała umowę sponsorską z firmą bukmacherską Kindred, proponującą 50 milionów koron norweskich za złamanie monopolu państwowej firmy Norsk Tipping, wspierającej związki sportowe. W sprawie umowy miał odbyć się kongres, na którym miała ona być przyjęta lub odrzucona. Carlsen poparł propozycję Kindred i zarejestrował klub Offerspill Sjakklubb, finansując składki dla pierwszego tysiąca członków. Tym samym klub Carlsena byłby największym klubem szachowym w Norwegii. Było to o tyle istotne, że Offerspill SK mógłby wysłać wystarczającą ilość delegatów na kongres, aby wpłynąć na wynik głosowania. Ostatecznie Carlsen zrezygnował z wysłania 35 delegatów.
Mimo rezygnacji z uczestnictwa w głosowaniu klub kontynuował działalność, rozpoczynając rozgrywki od drugiej ligi norweskiej. W 2020 roku klub podpisał umowę sponsorską z Kindred. W tym samym roku klub wywalczył awans do Eliteserien, po zwycięstwie w barażach z Trondheim SF i Stavanger SK. W sezonie 2021/2022 Offerspill zajął drugie miejsce w mistrzostwach Norwegii. W 2023 roku klub po raz pierwszy zdobył mistrzostwo kraju z punktem przewagi nad Vålerengą. Skład drużyny stanowili wówczas: Magnus Carlsen, Jorden van Foreest, Rameshbabu Praggnanandhaa, Aryan Tari, Frode Urkedal, Johannes Haug, Johan-Sebastian Christiansen, Vegar Koi Gandrud, Benjamin Haldorsen, Linus Johansson, Tor Fredrik Kaasen, Ellen Fredricia Nilssen i Lucas Ranaldi. W tym samym roku Offerspill SK wystąpił w Pucharze Europy w Durrës. Po pokonaniu w finałowej rundzie Asnières LGE norweski klub wygrał turniej, wyprzedzając w tabeli czeski 1. Novoborský ŠK i turecki Göktürk SSK. W składzie Offerspill grali: Magnus Carlsen, Raunak Sadhwani, Aryan Tari, Pranav V, Eric Hansen, Johan-Sebastian Christiansen, Frode Urkedal i Benjamin Haldorsen.